# Alex Hassell
Alexander Stephen Hassell (nacido el 7 de septiembre de 1980) es un actor inglés y cofundador de The Factory Theatre Company. Ha interpretado papeles en pantalla en Bonkers (2007), Suburbicon (2017), The Miniaturist (2017), Genius (2018), The Boys (2019), Cowboy Bebop (2021), His Dark Materials (2022) y Locked In (2023).

## Primeros años
Hassell nació en Southend, Inglaterra, el más joven de cuatro hermanos, hijo de un vicario. Después de completar su educación en Moulsham High School, en Chelmsford, Essex, estudió actuación durante dos años y medio más en la Central School of Speech and Drama.

## Carrera
Ha aparecido en varios papeles teatrales, más recientemente como Hal en Enrique IV, partes I y II, y como Henry en Enrique V, para la Royal Shakespeare Company. Es cofundador de The Factory Theatre Company  cuyos patrocinadores incluyen a Ewan McGregor, Bill Nighy, Mark Rylance y Emma Thompson.
Su primera aparición en televisión fue en 2001, en un episodio de Queen of Swords. Su primer papel en Hollywood fue en Suburbicon (2017) de George Clooney, en un reparto que incluía a Matt Damon y Julianne Moore. y más tarde ese año apareció en su primer papel importante en televisión en la adaptación de la BBC de The Miniaturist de Jessie Burton, junto a Anya Taylor-Joy, que se emitió por primera vez el Boxing Day de 2017.
En 2019, apareció como Translucent en la primera temporada de The Boys (2019) en Amazon Prime Video, e interpretó a Vicious en Cowboy Bebop de Netflix en 2021., e interpretó a Metatron en la temporada final de la serie de fantasía de BBC / HBO His Dark Materials.

## Filmografía

### Película
| Año  | Título                          | Role                      |
| ---- | ------------------------------- | ------------------------- |
| 2003 | Montaña fría                    | Orderly                   |
| 2008 | La casa del enfermo             | Mella                     |
| 2011 | Anónimo                         | Spencer                   |
| 2012 | La rutina                       | Traficante de drogas      |
| 2014 | Señorita en su adolescencia     | The Player                |
| 2015 | Dos abajo                       | John Thomas               |
| 2017 | Suburbicón                      | Luis                      |
| 2018 | La isla                         | Oliver Gosling            |
| 2019 | El centro de buceo del Mar Rojo | Max Rosa                  |
| 2021 | La tragedia de Macbeth          | Ross                      |
| 2022 | Noche violenta                  | Jason Lightstone          |
| 2023 | Encerrado                       | El doctor Robert Lawrence |
| 2024 | Mujer joven y el mar            | Harry Horlick             |

### Televisión
| Year | Title                                | Role                  | Notes                           |
| ---- | ------------------------------------ | --------------------- | ------------------------------- |
| 2001 | Queen of Swords                      | Andreo Rey            | Episode: "The Pretender"        |
| 2003 | Murder in Mind                       | Jules                 | Episode: "Contract"             |
| 2003 | Danielle Cable: Eyewitness           | Stephen Cameron       | Television film                 |
| 2003 | Death in Holy Orders                 | Peter Buckhurst       | 2 episodes                      |
| 2003 | Warrior Queen                        | Roman Officer         | Television film                 |
| 2003 | The Private Life of Samuel Pepys     | Balty                 | Television film                 |
| 2005 | Kenneth Tynan: In Praise of Hardcore | Mike                  | Television film                 |
| 2005 | Murphy's Law                         | Scott Garvey          | Episode: "Extra Mile"           |
| 2006 | Robin Hood                           | 2nd Sheriff's Man     | 2 episodes                      |
| 2006 | Torchwood                            | Mark Lynch            | Episode: "Combat"               |
| 2007 | Bonkers                              | Felix Nash            | 6 episodes                      |
| 2008 | Love Soup                            | Jake Randall          | Episode: "Green Widow"          |
| 2008 | The Bill                             | Marcus Kendall        | Episode: "After the Fall"       |
| 2009 | A Midsummer Night's Dream            | Lysander / Flute      | Television film                 |
| 2009 | Legend of the Seeker                 | Eryn                  | Episode: "Fever"                |
| 2009 | Miranda                              | Edmund Dettori        | Episode: "Excuse"               |
| 2011 | Hustle                               | Viscount Manley       | Episode: "Silent Witness"       |
| 2013 | Jo                                   | Piet Nykvist          | Episode: "Place de la Concorde" |
| 2013 | Way to Go                            | Philip                | Episode: "Dead End"             |
| 2013 | Life of Crime                        | Colin Nash            | 2 episodes                      |
| 2013 | Big Thunder                          | Abel White            | Television film                 |
| 2014 | Silent Witness                       | Simon Turner          | 2 episodes                      |
| 2017 | The Miniaturist                      | Johannes Brandt       | 3 episodes                      |
| 2018 | Genius                               | Manach                | 2 episodes                      |
| 2018 | The Bisexual                         | David                 | Episode #1.5                    |
| 2019 | Grantchester                         | Ernest Carter         | Episode #4.4                    |
| 2019 | The Boys                             | Translucent           | 3 episodes                      |
| 2021 | Cowboy Bebop                         | Vicious               | 10 episodes                     |
| 2022 | His Dark Materials                   | Metatron              | Main role                       |
| 2023 | Everything Now                       | Rick                  | Main role                       |
| 2024 | Rivals                               | Rupert Campbell-Black | Lead role                       |